# Будей (Румунія)
Будей (рум. Budăi) — село у повіті Ясси в Румунії. Адміністративно підпорядковане місту Поду-Ілоаєй.
Село розташоване на відстані 321 км на північ від Бухареста, 28 км на захід від Ясс.

## Населення
За даними перепису населення 2002 року у селі проживали 938 осіб. Рідною мовою 937 осіб (99,9%) назвали румунську.
Національний склад населення села:
| Національність | Кількість осіб | Відсоток |
| -------------- | -------------- | -------- |
| румуни         | 919            | 98,0%    |
| цигани         | 19             | 2,0%     |